# D'Orbigny's tapuittiran
De d'Orbigny's tapuittiran (Ochthoeca oenanthoides) is een zangvogel uit de familie Tyrannidae (tirannen). De Nederlandse naam verwijst naar Franse natuuronderzoeker Alcide d'Orbigny die deze vogel in 1837 geldig heeft beschreven.

## Verspreiding en leefgebied
Deze soort komt voor van Peru tot Argentinië en telt twee ondersoorten:
- O. o. polionota: Peru.
- O. o. oenanthoides: Bolivia, noordelijk Chili en noordwestelijk Argentinië.

## Status
De grootte van de populatie is niet gekwantificeerd maar de soort wordt omschreven als vrij algemeen. Op de Rode lijst van de IUCN heeft deze soort de status niet bedreigd.